# 余江区
余江区（よこう-く）は中華人民共和国江西省鷹潭市に位置する市轄区。

## 行政区画
- 街道:鄧埠街道
- 鎮:錦江鎮、潢渓鎮、中童鎮、馬荃鎮、画橋鎮、春濤鎮
- 郷:平定郷、楊渓郷、洪湖郷、黄荘郷、劉家站郷

## 交通

### 鉄道
- 中国鉄路総公司
  - 滬昆線
    - 余江駅

### 道路
- 高速道路
  - 済広高速道路
  - 滬昆高速道路
- 国道
  - G206国道
  - G320国道